# Lijst van rijksmonumenten in Nieuwe Pekela
De plaats Nieuwe Pekela telt 20 inschrijvingen in het rijksmonumentenregister. Hieronder een overzicht. 
| Object                                                                  | Oorspronkelijke functie?  | Bouwjaar                                                          | Architect                                                       | Locatie                      | Coördinaten?                 | Nr.?   | Afbeelding                                                       |
| ----------------------------------------------------------------------- | ------------------------- | ----------------------------------------------------------------- | --------------------------------------------------------------- | ---------------------------- | ---------------------------- | ------ | ---------------------------------------------------------------- |
| De Zwaluw                                                               | Industrie- en poldermolen | 1891 1950 (rest.) 1972 en 1975 (herst.) 2000-'01 (rest.)          | A. Steenhuis en J.D. Medendorp (1950) Roemeling & Molema (1975) | Molenstraat 37               | 53° 2' 59" NB, 6° 56' 26" OL | 30435  | Meer afbeeldingen                                                |
| Woning met puntvormige voorgevel en schuur ("kapiteinshuis")            | Woonhuis                  | 19e eeuw                                                          |                                                                 | Ds. S. Tjadenstraat 91       | 53° 4' 26" NB, 6° 57' 46" OL | 30436  | Upload foto                                                      |
| Veenkolonie woning met asymmetrische puntgevel ("kapiteinshuis")        | Woonhuis                  | 19e eeuw                                                          |                                                                 | Ds. S. Tjadenstraat 95-96    | 53° 4' 28" NB, 6° 57' 48" OL | 30437  | Veenkolonie woning met asymmetrische puntgevel ("kapiteinshuis") |
| Orgel van de Evangelisch-Lutherse kerk                                  | Vanwege onderdelen kerk   | 1868                                                              | P. van Oeckelen                                                 | A. Westersstraat 1           | 53° 5' 16" NB, 6° 58' 49" OL | 511386 | Meer afbeeldingen                                                |
| Nooitgedacht, houtzagerij                                               | Nijverheid                | 1875 1916 (uitbouw)                                               |                                                                 | J.R. Stuutstraat 5           | 53° 3' 54" NB, 6° 56' 39" OL | 520980 | Upload foto                                                      |
| Nooitgedacht, directeurswoning                                          | Dienstwoning              | ca. 1888                                                          |                                                                 | J.R. Stuutstraat 6           | 53° 3' 52" NB, 6° 56' 47" OL | 520981 | Nooitgedacht, directeurswoning                                   |
| Nooitgedacht, dienstwoning                                              | Dienstwoning              | ca. 1875                                                          |                                                                 | bij J.R. Stuutstraat 5       | 53° 3' 54" NB, 6° 56' 39" OL | 520982 | Upload foto                                                      |
| Nooitgedacht, schoorsteenpijp                                           | Nijverheid                | ca. 1888                                                          |                                                                 | bij J.R. Stuutstraat 5       | 53° 3' 54" NB, 6° 56' 39" OL | 520983 | Upload foto                                                      |
| Nooitgedacht, houtschuur                                                | Nijverheid                | waarsch. ca. 1900                                                 |                                                                 | bij J.R. Stuutstraat 5       | 53° 3' 54" NB, 6° 56' 39" OL | 520984 | Nooitgedacht, houtschuur                                         |
| Volharding                                                              | Boerderij                 | 1924                                                              |                                                                 | J. Oldenburgerstraat 110     | 53° 3' 58" NB, 6° 56' 59" OL | 520986 | Upload foto                                                      |
| Volharding, kleine schuur                                               | Boerderij                 | 1924                                                              |                                                                 | bij J. Oldenburgerstraat 110 | 53° 3' 58" NB, 6° 56' 59" OL | 520987 | Upload foto                                                      |
| Voorm. winkelwoning in regionale variant van de Amsterdamse Schoolstijl | Werk-woonhuis             | 1924 1938 (garage nr. 24) 1952 (verb. nr. 25) 1972 (verb. nr. 25) | J. Kruijer                                                      | A. Westersstraat 24-25       | 53° 5' 7" NB, 6° 58' 39" OL  | 520989 | Upload foto                                                      |
| Voorm. sluiswachterswoning                                              | Waterkering en -doorlaat  | 1898 1937 (verb.) 1942 (verb.)                                    |                                                                 | Dr. H. Brouwerstraat 65      | 53° 4' 21" NB, 6° 57' 38" OL | 520990 | Upload foto                                                      |
| Schakelstation (Nieuwe Pekela 5502)                                     | Nutsbedrijf               | 1936                                                              | J.H. Timmer                                                     | Doorsneeweg 2                | 53° 3' 55" NB, 6° 56' 44" OL | 520993 | Upload foto                                                      |
| Voorm. St. Bonifatiusschool                                             | Onderwijs en wetenschap   | 1931 1993 (verb.)                                                 | J. Kruijer                                                      | J.R. Stuutstraat 24          | 53° 3' 47" NB, 6° 56' 41" OL | 520994 | Bonifatiusschool Voorm. St. Bonifatiusschool                     |
| Voorm. marechausseekazerne met aangebouwde schuren                      | Militair verblijfsgebouw  | 1936 1986 (verb.) 1993 (verb.)                                    | J. Tuinhof                                                      | J.R. Stuutstraat 20a-d       | 53° 4' 6" NB, 6° 57' 5" OL   | 520995 | Upload foto                                                      |
| Villaboerderij in Overgangsstijl                                        | Boerderij                 | 1920-1929 1957 en 1958 (verb.)                                    | waarsch. J. Kruijer                                             | J. Oldenburgerstraat 98      | 53° 3' 51" NB, 6° 56' 52" OL | 520996 | Upload foto                                                      |
| Voorm. gemeentehuis met oorlogsmonument                                 | Bestuursgebouw en onderdl | 1938 1949 (monument) 1980 (verb.)                                 | J. Tuinhof F.H. Hoevenagel (monument)                           | Ds. S. Tjadenstraat 52       | 53° 4' 25" NB, 6° 57' 40" OL | 520998 | Gemeentehuis Voorm. gemeentehuis met oorlogsmonument             |
| Artsenwoning met praktijk                                               | Woonhuis                  | 1888                                                              | K.H. Holthuis                                                   | A. Reijndersstraat B 21      | 53° 4' 54" NB, 6° 58' 21" OL | 527329 | Artsenwoning met praktijk                                        |
| Artsenwoning, hekwerk                                                   | Woonhuis                  | 1888                                                              |                                                                 | bij A. Reijndersstraat B 21  | 53° 4' 54" NB, 6° 58' 22" OL | 529111 | Artsenwoning, hekwerk                                            |